# Charaxes carpenteri
Charaxes carpenteri är en fjärilsart som beskrevs av Poultin 1919. Charaxes carpenteri ingår i släktet Charaxes och familjen praktfjärilar. Inga underarter finns listade i Catalogue of Life.